# Tyrone Roberts

a Compétitions nationales et continentales officielles uniquement.

b Matchs officiels uniquement.
Tyrone Roberts, né le 1er juin 1991 à Grafton, est un joueur de rugby à XIII australien évoluant au poste de demi de mêlée, de demi d'ouverture, de talonneur ou d'arrière dans les années 2010.
Il fait ses débuts en National Rugby League lors de la saison 2014 avec les Knights de Newcastle où il y devient titulaire. Il rejoint en 2016 les Titans de Gold Coast.

## Palmarès
- Collectif :
  - Finaliste de la Super League : 2018 (Warrington)
  - Finaliste de la Challenge Cup : 2018 (Warrington).

### En club

#### Statistiques
| Saison | Club              | Compétition           | Matchs | Points | Essais | Goals | Drops |
| ------ | ----------------- | --------------------- | ------ | ------ | ------ | ----- | ----- |
| 2011   | Newcastle Knights | National Rugby League | 7      | 0      | 0      | 0     | 0     |
| 2012   | Newcastle Knights | National Rugby League | 18     | 92     | 3      | 40    | 0     |
| 2013   | Newcastle Knights | National Rugby League | 27     | 122    | 6      | 49    | 0     |
| 2014   | Newcastle Knights | National Rugby League | 24     | 76     | 9      | 20    | 0     |
| 2015   | Newcastle Knights | National Rugby League | 21     | 120    | 3      | 54    | 0     |
| 2016   | Gold Coast Titans | National Rugby League | 21     | 118    | 2      | 55    | 0     |
| 2017   | Gold Coast Titans | National Rugby League | 6      | 8      | 2      | 0     | 0     |
| Total  | Total             | Total                 | 124    | 536    | 25     | 218   | 0     |